# Lorenzo Antonetti
Lorenzo Antonetti (Romagnano Sesia, 31 luglio 1922 – Novara, 10 aprile 2013) è stato un cardinale e arcivescovo cattolico italiano.

## Biografia
Compiuti gli studi ecclesiastici presso i Seminari novaresi , svolse il ministero sacerdotale in una cappellina della parrocchia di Gignese (Stresa). Proseguì gli studi a Roma e conseguì la Licenza in teologia presso la Pontificia Università San Tommaso d'Aquino (Angelicum) e la Laurea in Diritto Canonico presso la Pontificia Università Gregoriana. Nel biennio 1949-1950 seguì i corsi di formazione diplomatica alla Pontificia Accademia Ecclesiastica.
Nel 1951 venne chiamato in Segreteria di Stato e inviato in qualità di Addetto e poi Segretario della Nunziatura Apostolica in Libano (fino al 1955). Dal 1956 al 1959 prestò la propria opera presso la Rappresentanza Pontificia in Venezuela; dal 1959 al 1963 fu richiamato in Segreteria di Stato nella Prima Sezione degli Affari Straordinari (oggi Sezione per i Rapporti con gli Stati). Dal 1963 al 1967 fu Consigliere presso la Nunziatura Apostolica in Francia diretta dal Cardinale Paolo Bertoli; quindi, nel 1968, trasferito alla Delegazione Apostolica in Washington DC.
Il 23 febbraio 1968 papa Paolo VI lo nominò arcivescovo titolare di Roselle e ricevette l'ordinazione episcopale nel paese nativo il 12 maggio seguente. Gli venne assegnata la nunziatura apostolica in Honduras e Nicaragua (fino al 1973). In questo incarico intervenne diverse volte per salvare la pace.
Dal 1973 al 1977 fu nunzio apostolico a Kinshasa, nell'allora Zaire. Rientrò a Roma, chiamato a ricoprire la carica di Segretario dell'Amministrazione del Patrimonio della Sede Apostolica (APSA) a fianco, successivamente, dei Cardinali Villot, Caprio, Casaroli e Agnelo Rossi. Durante il lungo periodo di undici anni all'APSA si occupò, tra l'altro, della liquidazione della Pontificia Opera di Assistenza (POA) e dell'ONARMO. Fu Presidente del Fondo Assistenza Sanitaria (FAS), membro della Commissione disciplinare della Curia Romana, della Pontificia Amministrazione della Patriarcale Basilica di san Paolo e si è occupato della diffusione del nuovo «Codex Iuris Canonici» nel 1983.
Durante il suo soggiorno romano svolgeva il ministero sacerdotale festivo presso la parrocchia della Grande Madre di Dio a Ponte Milvio.
Il 23 settembre 1988 fu nominato Nunzio Apostolico in Francia, dove rimase fino al 24 giugno 1995, data della sua nomina a Pro-Presidente dell'Amministrazione del Patrimonio della Sede Apostolica(APSA), che ricoprì fino al 5 novembre 1998.
Papa Giovanni Paolo II lo innalzò alla dignità cardinalizia nel concistoro del 21 febbraio 1998 assegnandogli la diaconia di Sant'Agnese in Agone, poi elevata a titolo presbiterale pro hac vice il 1º marzo 2008 da papa Benedetto XVI.
Il 5 novembre 1998 venne nominato delegato pontificio per la patriarcale basilica di San Francesco in Assisi. Da tale ufficio, che dal 9 novembre 2005, in forza del motu proprio Totius orbis di papa Benedetto XVI, si estendeva anche alla basilica papale di Santa Maria degli Angeli, cessò il 21 febbraio 2006.
Ritiratosi nella sua diocesi d'origine, è deceduto a Novara presso la Pia Casa della Divina Provvidenza nella notte del 10 aprile 2013 all'età di 90 anni.
È sepolto nella chiesa Abbaziale di Romagnano Sesia.

## Genealogia episcopale e successione apostolica
La genealogia episcopale è:
- Cardinale Scipione Rebiba
- Cardinale Giulio Antonio Santori
- Cardinale Girolamo Bernerio, O.P.
- Arcivescovo Galeazzo Sanvitale
- Cardinale Ludovico Ludovisi
- Cardinale Luigi Caetani
- Cardinale Ulderico Carpegna
- Cardinale Paluzzo Paluzzi Altieri degli Albertoni
- Papa Benedetto XIII
- Papa Benedetto XIV
- Papa Clemente XIII
- Cardinale Marcantonio Colonna
- Cardinale Giacinto Sigismondo Gerdil, B.
- Cardinale Giulio Maria della Somaglia
- Cardinale Carlo Odescalchi, S.I.
- Cardinale Costantino Patrizi Naro
- Cardinale Lucido Maria Parocchi
- Papa Pio X
- Cardinale Gaetano De Lai
- Cardinale Raffaele Carlo Rossi, O.C.D.
- Cardinale Amleto Giovanni Cicognani
- Cardinale Lorenzo Antonetti

La successione apostolica è:
- Vescovo Manuel Salazar y Espinoza (1969)
- Vescovo Salvador Albert Schlaefer Berg, O.F.M.Cap. (1970)
- Vescovo Leovigildo López Fitoria, C.M. (1972)
- Vescovo Pablo Antonio Vega Mantilla (1973)